# Compositie XXI
Compositie XXI is een schilderij van de Nederlandse schilder Theo van Doesburg.

## Titel
Het schilderij kreeg pas na Van Doesburgs dood zijn huidige titel. In het Van Doesburgarchief in het RKD bevindt zich een foto van het werk met op de achterkant het door Van Doesburg geschreven opschrift 'Kompositie in Dissonanten (XXII) (gesloten)'. In Van Doesburgs portfolio komt het voor als 'Comp. au plan noir' (Compositie met zwart vlak) en in een door Van Doesburg omstreeks 1926 opgestelde lijst komt het voor als 'Compositie XXV ... 1923 Parijs. (in dissonanten zwart vierkant) KOK'.

## Variatie
Van Doesburg schilderde Compositie XXI gelijktijdig met Compositie XXV. 'Deze maand [juni 1923] heb ik benut om te werken. Ik heb al twee schilderijtjes klaar waarvan Kok, die hier een week logeerde er een gekocht heeft', schreef hij op 24 juni 1923 aan zijn vriend Evert Rinsema. Van beide werken liet hij foto's maken. Op de achterkant van de foto van Compositie XXI schreef hij 'Kompositie in Dissonanten (XXII) (gesloten)' en op de achterkant van de foto van Compositie XXV 'Kompositie in dissonanten (open) XXIII'.

## Ontstaan
Voorjaar 1923 hadden Van Doesburg en Cor van Eesteren afgesproken dat jaar nog in Parijs een architectuurtentoonstelling met werk van De Stijl samen te stellen. Toen Van Eesteren wel naar Parijs vertrok maar niet onmiddellijk met Van Doesburg ging samenwerken, is Van Doesburg in juni van dat jaar kennelijk aan het schilderen geslagen. Op 24 juni had hij twee werken klaar, getuige de brief aan Rinsema, maar hij was blijkbaar niet tevreden over het resultaat en werkte ze begin juli bij. 'Ik heb direct na mijn hooikoorts die kleine schilderijtjes afgemaakt. Het jouwe [Compositie XXI] is nu subliem geworden. Het onderste rood heb ik nog iets lichter opgewerkt, het blauw geheel opnieuw', schreef hij vermoedelijk eind juli aan zijn vriend Anthony Kok, die het schilderij eerder kocht.

## Grondelement der schilderkunst

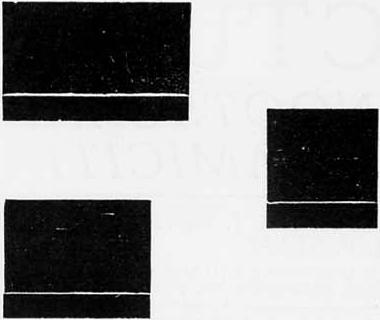
Theo van Doesburg. Grondelement der schilderkunst (Men stelle zich deze vlakken in kleur voor en wel in rood, blauw en geel). Juli 1923.

Vlak na voltooiing van Compositie XXI, op 7 juli 1923, schreef Van Doesburg het artikel ‘Voorwaarden tot een nieuwe architectuur’, dat 11 augustus van dat jaar in architectuurtijdschrift Architectura werd gepubliceerd. Hij schreef: ‘de moderne kunstenaarsgeneratie heeft met het verleden volkomen afgerekend. Wetenschappelijke en technische consequenties dwingen haar op haar eigen gebied dezelfde eischen te stellen. Dit voert den modernen kunstenaar tot revisie zijner middelen, tot wettelijkheid, ja tot systeem, dat wil zeggen tot bewuste beheersching der elementaire uitdrukkingsmiddelen van elke kunstsoort. Ik laat hier in eenige teekeningen een schematische voorstelling deze primaire middelen volgen’. De schematische voorstelling van de elemetaire uitdrukkingsmiddelen van de schilderkunst bestaat uit drie vlaken in rood, blauw en geel, die elk in tweeën zijn gedeeld door een lijn, ongeveer op dezelfde manier als Van Doesburg dat bij Compositie XXI deed.

## Herkomst
Het werk werd voor 24 juni 1923 door Antony Kok gekocht toen hij Van Doesburg in Parijs opzocht. Hij kon het echter niet onmiddellijk meenemen. Vermoedelijk in 1923 gaf Van Doesburg het mee aan zijn vriend Bart de Ligt. Het schilderij kwam echter nooit bij Kok aan. Mogelijk wilde De Ligt het zelf houden. Op 5 februari 1924 schreef Van Doesburg aan Kok: 'Je weet dat je nog altijd een schilderij te goed hebt'. Het schilderij bevindt zich tegenwoordig in een Nederlandse privéverzameling.

## Tentoonstellingen
Compositie XXI is op de volgende tentoonstellingen te zien geweest:
- Konstruktivisten, 16 januari-14 februari 1937, Kunsthalle, Bazel.
- Theo van Doesburg, 13 december 1968-26 januari 1969, Van Abbemuseum, Eindhoven (als Compositie XXII, 1920).
- Theo van Doesburg, 17 februari-23 maart 1969, Gemeentemuseum Den Haag (als Compositie XXII, 1920).
- Theo van Doesburg 1883-1931, 18 april-1 juni 1969, Kunsthalle Neurenberg, Marientor (als Compositie XXI, 1920).
- Konstruktive Kunst, 9 augustus-7 september 1969, Kunsthalle Bazel (als Compositie XXI, 1920).